# All work and no play makes Jack a dull boy

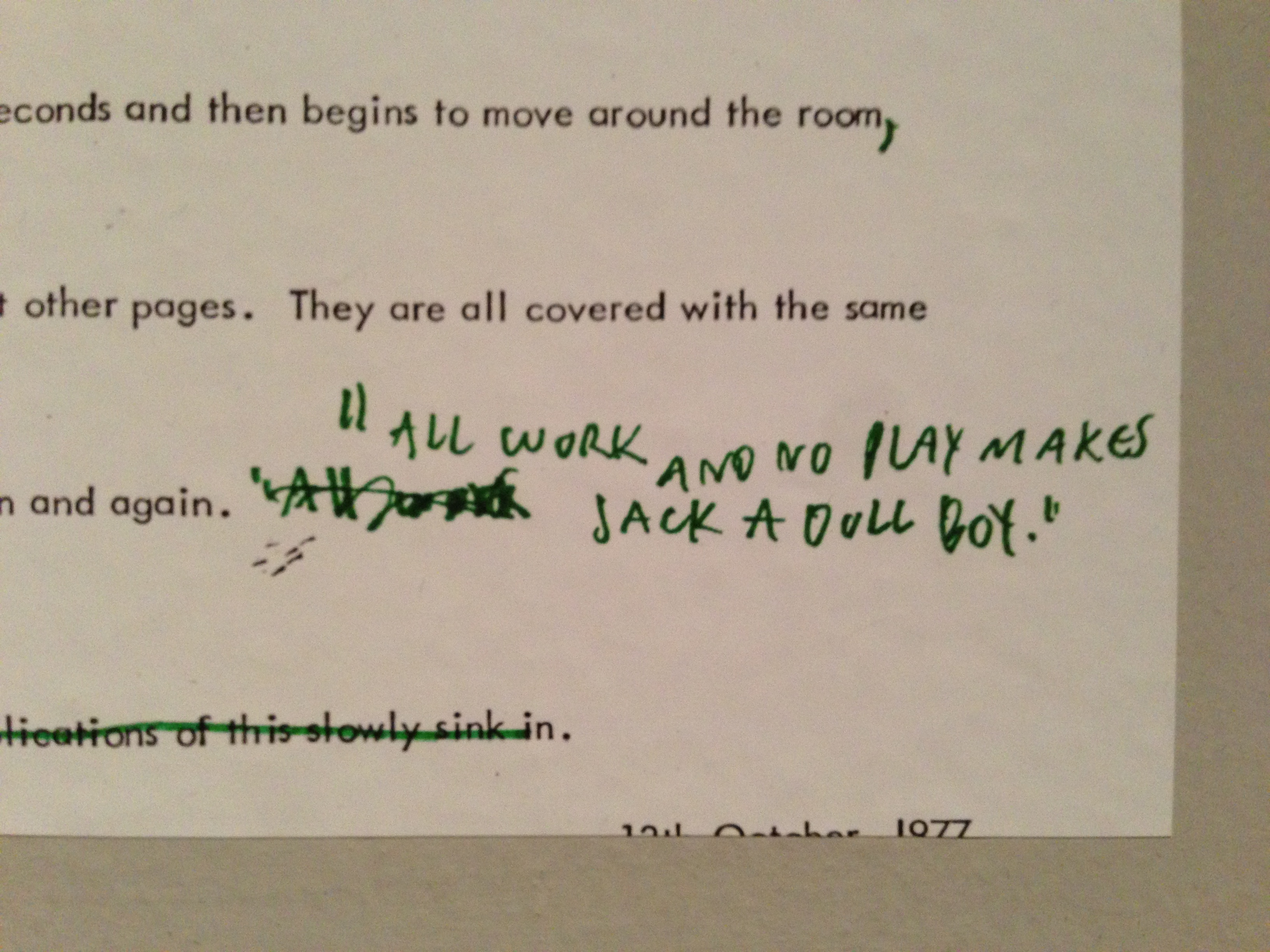
La frase, utilizada en el guion de El Resplandor

All work and no play makes Jack a dull boy (literalmente, «solo trabajo y nada de juego hacen de Jack un chico aburrido») es un proverbio inglés que significa que, sin tiempo de ocio, una persona se vuelve aburrida y anodina.

## Historia
Si bien el espíritu del proverbio se había expresado con anterioridad, el dicho moderno apareció por primera vez en la obra de James Howell Proverbs in English, Italian, French and Spanish (1659), y fue incluida en posteriores colecciones de proverbios. También apareció en Paroimiographia (1659), de Howell.
Hay escritores que han añadido una segunda parte al proverbio, como la novelista irlandesa Maria Edgeworth en Harry and Lucy Concluded (1825):

All work and no play makes Jack a dull boy, 
 All play and no work makes Jack a mere toy.

## En la cultura popular
Si bien existen varios ejemplos del uso de este proverbio en la cultura popular, desde la historia corta «Araby» de James Joyce, hasta Big Sur de Jack Kerouac o las películas Soy un fugitivo (1932) y El puente sobre el río Kwai (1957), probablemente el caso más recordado aparece en la película El resplandor (v. o. The Shining) de 1980, donde el protagonista principal Jack Torrance (interpretado por Jack Nicholson) teclea esa frase en su máquina de escribir sobre una cantidad ingente de hojas de papel (en la versión doblada en España, se usó el refrán «No por mucho madrugar, amanece más temprano»). La utilización psicótica del proverbio en esta película tuvo cierto efecto en el imaginario popular, inspirando otras obras que homenajearon esa escena celebre. Por ejemplo:
- El episodio de "Treehouse of Horror V" de 1994 de Los Simpson, contenía una parodia de la frase, cuando Marge encuentra escrito por las paredes «No TV and no beer make Homer go crazy» («Sin tele y sin cerveza, Homer pierde la cabeza» en España, y «Sin televisión y sin cerveza, Homero pierde la cabeza» en Hispanoamérica)
- En el episodio 10 de la temporada 8 de Los Simpsons también aparece escrito en la pantalla «All work and no play makes Jack a dull boy» («Mambrú se fue a la guerra, qué dolor, qué dolor que pena» en Hispanoamérica).
- En un episodio de 1999 de Padre de Familia, titulado "Peter, Peter, Caviar Eater", cuando Stewie conduce por el pasillo, se encuentra con las gemelas de El resplandor, quienes le dicen «Come play with us Stewie for ever, and ever and ever» («Stewie, ven a jugar con nosotras para siempre jamás»), a lo que él contesta «All work and no play makes Stewie a dull boy».
- La banda estadounidense Mudvayne lanzó un sencillo llamado "Dull Boy" en el año 2007 para su álbum recopilatorio By the People, For the People, en cuya portada se puede leer la frase «All work and no play makes me a dull boy»: el vocalista del grupo, al inicio de la canción, la repite tres veces.
- La frase aparece asimismo en un episodio del año 2013 de Los Simpson: durante el inicio dirigido por Guillermo del Toro, se puede apreciar que Bart escribe muchas veces en el pizarrón del salón «All work and no play makes Jack a dull boy», al mismo tiempo que un Stephen King animado rellena una de las paredes del mismo salón con el mismo proverbio.
- También se le hace referencia en la canción de Lorde en la canción Still Sane cuando dice "All work and no play; Never made me lose it; All business, all day; Keeps me up a level; All work and no play; Keeps me on the new shit, yeah".